# Conjetura de Von Neumann
En matemáticas, la conjetura de von Neumann fijó que un grupo topológico G no es receptivo si y solo si G contiene un subgrupo que es un grupo libre en dos generadores. La conjetura fue refutada en 1980.
En 1920, durante su trabajo innovador en espacios de Banach, John von Neumann mostró que un grupo no receptivo contiene un subgrupo libre de rango 2. La semejanza superficial al teorema alternativa de Tits para grupos de matrices sugirió que el opuesto (que cada grupo que no es receptivo contenga un subgrupo libre sobre dos generadores) es verdadero. Aunque el nombre de Von Neumann está popularmente ligado a la conjetura de que el opuesto es verdadero, no parece que el mismo Von Neumann creyera que el opuesto fuera verdadero. Esta sugerencia fue propuesta por diferentes escritores en 1950 y en 1960, incluyendo una declaración atribuida a Mahlon en 1957. 
Ol'shanskii demostró que la conjetura era falsa en 1980; demostrando que el Tarski monster group, donde se ve fácilmente que no tiene un subgrupo libre de rango 2, no es receptivo. Dos años más tarde, Sergei Adian mostraba que ciertos grupos de Burnside eran también contraejemplos. Ninguno de estos contraejemplos son presentación de grupo y durante unos años fue considerado posible que la conjetura sujetara presentación de grupos. Sin embargo, en el 2000, Ol'shanskii y Sapir presentaban una colección de presentación de grupos que no cumplen la conjetura.